# جون سكوت (سياسي أسترالي)
جون سكوت (بالإنجليزية: John Scott)‏ هو شخصية أعمال وسياسي أسترالي، ولد في 20 يونيو 1821 في إدنبرة في المملكة المتحدة، وتوفي في 2 يوليو 1898. انتخب عضو المجلس التشريعي ولاية كوينزلاند.